# Yngwie Malmsteen Stratocaster
Model Yngwie Malmsteen Stratocaster je replika plavog Stratocastera električne gitare iz '71 godine, poznate pod nadimkom ‘Play Loud Strat, koju je 1998. godine tvrtka Fender proizvela za švedskog heavy metal gitarista Yngwie Malmsteena.

Izvorni model imao je ugrađenu konfiguraciju od dva jednostruka DiMarzio YJM elektromagneta (pri vratu i sredini), s dva uparena jednostruka DiMarzio HS-3 bliže mostu gitare.

Samo u 2011. godini tvrtka Fender je proizvela i isporučila kupcima 100-injak replika Play Loud Strat modela gitari.  

## Custom Shop proizvodnja
Fender Custom Shop je 11. studenoga 2011. godine ponovo proizveo, i predstavio model Yngwie Malmsteen "Play Loud" Stratocaster električnu gitaru. I pri njezinoj izradi opet je uzor bio model Stratocastera iz '71 godine. Svaki pojedinačni dio na modelu, kao na statusu "relikvije", ručno je izradio poznati graditelj instrumenata John Cruz. I ovaj model kao i prošli ima rezuckanu/skalopiranu hvataljku, vintage white završnicu, ali i ručno napisano "Play Loud" na gornjem rogu tijela gitare.

Ostale karakteristike su:
- Elektromagneti: prijašnji su zamijenjeni s Fender Standard Vintage '70 Standard (u sredini), i Seymour Duncan STK-S10 YJM Furys (vrat i most) gitare.
- Tijelo: kao u izvornom obliku, od johe.
- Vrat: javor, pričvršćen vijcima za tijelo gitare.
- Hvataljka: javor, blago rezuckana.
- Broj polja: 21.
- Kobilica: mesing, ostala mehanika od kroma.
- Vratna šipka: model Bullet Truss Rod Nut.
- Glava: većeg oblika, kao na modelima iz '70-ih.
- Most: Sinkronizirani, American Vintage s tremolom.
- Mašinice: Fender/Schaller Vintage, "F" stil.
- Ploča: troslojna, bijela/crna/bijela.
- Glavni pot za kontrolu glasnoće.
- Trodjelni preklopnik za odabir uporabne sheme elektromagneta. Stime, da elektromagnet bliži vratu, i srednji nemaju mogućnost za zajednički/upareni kontrolni spoj.

## Vanjske poveznice
- Fenderova službena stranica  Arhivirana inačica izvorne stranice od 12. ožujka 2021. (Wayback Machine)
- "O Yngwie Malmsteenu na magazine.dv247.com"  Arhivirana inačica izvorne stranice od 16. rujna 2011. (Wayback Machine)